# Jacques Thomelin
Jacques-Denis Thomelin (1640 - 1693) was een Frans componist en organist. Hij was de zoon van een organist (Guillaume Thomelin). Voordat hij in 1678 werd benoemd tot organist van de Chapelle royale, was hij al organist van de St-André-des-Arts (vanaf 1656), de St-Germain-des-Prés (vanaf 1667) en de St-Jacques-de-la-Boucherie (1669). 
Zijn benoeming bij de Chapelle royale was gelijktijdig met die van Jean-Baptiste Buterne, Guillaume-Gabriel Nivers en Nicolas Lebègue. Zij bezetten volgens gebruik de post van organist voor een kwartaal per jaar.
Thomelins zoon Louis-Jacques volgde hem op. Een andere Thomelin, Louis Antoine (geboren in 1699) was organist van de St-Aspais in Melun en van de hertogin van Maine. Drie van zijn zoons waren eveneens organist.
Thomelin was ook de muziekleraar van François Couperin. Na de dood van Thomelin volgde Couperin hem in de Chapelle royale op.
Jacques-Denis Thomelin heeft geen enkel werk nagelaten.